# Monte Babel (Quebec)

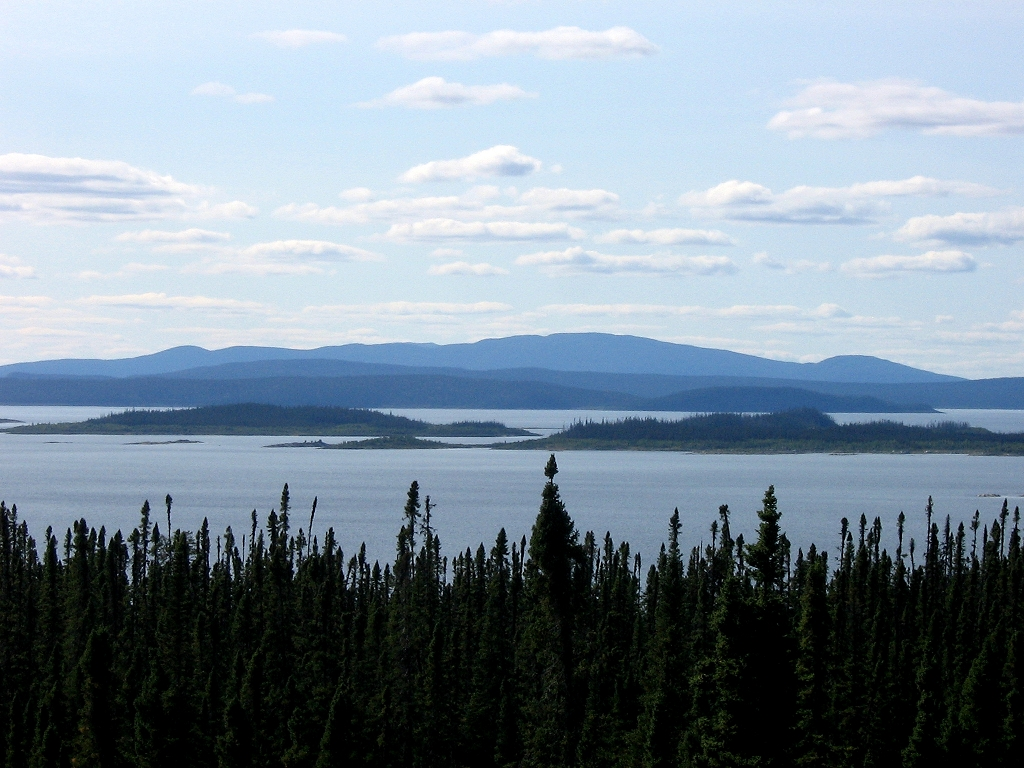
O Monte Babel, na Ilha René-Levasseur.

O Monte Babel é o pico mais alto da Ilha René-Levasseur, a 952 metros acima do nível do mar, e de 590 m acima do nível do Reservatório de Manicouagan.
Encontra-se dentro da Reserva Ecológica Louis-Babel, em Quebec, no Canadá.

## História
O monte tem o nome do missionário católico Louis Babel (1829–1912), que se diz ter convertido os Montagnais e os Naskapis.
O Monte Babel é o pico central da cratera de Manicouagan e foi formado pelo ressalto da crosta após o impacto de um meteoro há 210 milhões de anos. A montanha e o reservatório são de particular interesse para os geólogos devido à metamorfose de choque que sofreu.

## Biodiversidade
O Monte Babel também é um valioso campo de pesquisa para os biólogos. Pode-se encontrar ali zonas de clima montanhoso e alpino, já que as condições meteorológicas se tornam cada vez mais extremas em direção ao cume. Essas condições criam uma transição rápida da floresta boreal para a tundra, onde podem ser encontrados líquens e outras formas de vida árticas que normalmente seriam observadas centenas de quilômetros mais ao norte.